# 1101 (عدد)
ألف ومئة وواحد 1101 هو عدد صحيح، يلي العدد 1100 وويسبق العدد 1102.

## في الرياضيات

### خصائص
- عدد طبيعي.[3]
- عدد فردي.[4][5]
- عدد موجب،[6] السالب منه هو - 1101.[7]

## في التاريخ
- 1101 هـ هي سنة في التقويم الهجري.
- هي سنة  1101 م في التقويم الميلادي.

## وصلات خارجية
الأعداد الصاتمة، ديوان اللغة العربية.